# Sam Johnson & Chris Marcil
Sam Johnson och Chris Marcil är ett amerikanskt tv-skrivar- och tv-produktionsteam.

## Filmografi

### Som producenter
- How I Met Your Mother (konsulterande producenter)
- Frasier (exekutiva producenter)
- NewsRadio (exekutiva producenter och exekutiva berättelseredaktörer )
- The Troop (exekutiva producenter)
- Hot in Cleveland (exekutiva producenter)

### Som manusförfattare
- How I Met Your Mother
- Jake in Progress
- Frasier
- Daria
- NewsRadio
- Beavis och Butt-head
- Beavis and Butt-head in Virtual Stupidity
- The Brothers Grunt
- The Adventures of Pete &amp; Pete
- The Assistents
- The Troop
- Hot in Cleveland
- What We Do in the Shadows

### Som skådespelare
Frasier, Beavis and Butt-head in Virtual Stupidity, och Beavis och Butt-head

## Priser och nomineringar
Marcil har varit nominerad till 3 Primetime Emmys. Johnson har varit nominerad till 5 Primetime Emmys.